# FC Tatabánya
Der Football Club Tatabánya ist ein Fußballverein aus der Stadt Tatabánya im Nordwesten Ungarns. Der Verein wurde im Jahr 2002 als Nachfolger des bereits 1910 ins Leben gerufenen Tatabányai Bányász SC gegründet. In der Fortführung von dessen Tradition führt er Blau und Weiß als Vereinsfarben. Der Verein stieg 1948 erstmals in die Nemzeti Bajnokság I. auf, die höchste ungarische Spielklasse.

## Geschichte
Am 6. Februar 1910 gründeten der Bergbauingenieur Ferenc Frei und Lajos Szmuk mit ortsansässigen Fußballfreunden den Tatabányai Sport Club kurz TSC. Frei übernahm mit dem Gründungstag das Amt des Präsidenten, Szmuk jenes des Sekretärs. 
Schon zu Beginn wurden Blau und Weiß als Vereinsfarben festgelegt, und auch der erste Vereins-Motto wurde bereits verfasst: Mut, Kraft, Männlichkeit. Die Aufzeichnungen aus dieser Zeit berichten über ein florierendes Fußball-Leben in der Umgebung Tatabányas, das erste „amtliche“ Spiel wurde jedoch erst am 21. August 1910 ausgetragen. Der TSC entwickelte sich in den nächsten Jahren zu einer lokalen Größe, und 1913 betitelte ein ungarisches Sportjournal den Tatabányai Sport Club sogar als den stärksten Verein des ganzen Landes.
Durch den Ersten Weltkrieg wurde das Vereinsleben zum Stillstand gebracht, aber schon wenige Jahre später entwickelte sich der Fußball zum populärsten Sport der Region. Der Tatabányai SC spielte in der Regionalliga West und war dort zumeist in der Spitzengruppe zu finden. Als in Ungarn in der Saison 1925/26 erstmals eine Profiliga eingeführt wurde, konnte der TSC nicht für die erforderlichen Finanzen bürgen und war gezwungen, in der Amateurliga anzutreten. Die Leistungen des Vereins waren in den folgenden Jahren äußerst schwankend, aber nach dem Zweiten Weltkrieg tastete sich der TSC langsam an das Niveau der Oberhausmannschaften in Ungarn heran.

### Nach dem Zweiten Weltkrieg
Im Spieljahr 1947/48 gelang erstmals der Aufstieg in das Oberhaus des ungarischen Fußballs, was umso bedeutender war, da der ungarische Fußball zu dieser Zeit der damaligen Weltelite angehörte. Hilfreich wirkte sich dabei die politische Unterstützung der Schwerindustrie aus. In der ersten Saison schloss die Mannschaft nur mit Platz 13 ab und musste somit den Gang in die zweite Liga antreten, in der sie für drei Jahre verblieb. 
Nach dem Wiederaufstieg platzierte sich der TSC erneut nur auf dem 16. Rang der 1. ungarischen Liga und stieg wiederum in die zweite Liga ab. Bis 1955 spielte der Verein zweitklassig, erreichte aber 1956 den Wiederaufstieg. Im darauffolgenden Jahr schafften sie erstmals den Klassenerhalt in der ersten Liga.
In der Saison 1957/58 belegte der Tatabányai SC den siebten Platz, bevor der Verein in der Folgesaison mit dem vierten Tabellenrang seinen bis dahin größten Erfolg feierte und mit dem Titel „Beste Provinzmannschaft“ bedacht wurde. 
Der Torhüter zu dieser Zeit war der aus der „Goldenen Mannschaft“ (Aranycsapat) bekannte Gyula Grosics der nach der WM-Niederlage von 1954 schließlich von Honvéd Budapest verbannt wurde und von 1956 bis 1962 beim Verein zwischen den Pfosten stand. 1960 gehörte Tatabánya zu den sechs Vereinen, die Ungarn im Mitropapokal vertraten. Der Klub blieb in den Spielen gegen Rudá Hvězda Bratislava überlegen und verhalf Ungarn in dem in diesem Jahr mit einer Nationenwertung ausgetragenen Wettbewerb mit zum Sieg.

Wappen des einstigen Tatabányai Bányász Sport Club

Bei den Olympischen Spielen 1964 in Tokio gewannen zwei Fußballspieler aus Tatabánya, Tibor Csernai und József Gelei, mit der ungarischen Nationalmannschaft im Endspiel gegen die Tschechoslowakei die Goldmedaille.
1966 trainierte Nándor Hidegkuti, ein berühmtes Mitglied der einstigen Goldenen Mannschaft, den Verein. Zwei Spieler vertraten den Klub in diesem Jahr bei der Weltmeisterschaft in England die Brasilien besiegte und das Turnier auf Platz 6 beendete. 
Bei den Olympischen Spielen 1968 in Mexiko gehörten erneut zwei Spieler des TBSC zu den Gewinnern. Bei der Olympiade von 1972 in München gehörten zwei Spieler aus Tatabánya der ungarischen Mannschaft an, die dort die Silbermedaille erkämpfte. 
In diesem Jahr zog Tatabánya auch erstmals ins Endspiel des ungarischen Pokals vor, unterlag dort aber dem FTC Budapest mit 1:2. In diesen Jahren zählte Tatabánya zu den führenden Vereinen des ungarischen Fußballs. 
Die Teilnahme am Mitropapokal 1973 wurde ein größerer Erfolg, denn der Verein, der sich seinerzeit Tatabányai Bányász SC nannte, bezwang in den beiden Endspielen den jugoslawischen Verein Celik Zenica. Im darauffolgenden Jahr verteidigte er den Titel gegen ZVL Žilina aus der Tschechoslowakei.
In den 80er Jahren gehörte Tatabánya erneut zu den führenden Mannschaften Ungarns und zog 1985 wieder in das ungarische Pokalfinale ein, unterlag dort aber klar mit 0:5 gegen Honvéd Budapest. 1981 wurde Tatabánya Vizemeister und erreichte seine bislang beste Ligaplatzierung. 1988 wiederholte der Verein diesen Erfolg.
Nach der Wende in Ungarn begann der Niedergang des Vereins. 1993 startete die Mannschaft nur noch in der 3. Liga und war nahe am Bankrott.
Nach der Saison 1997/98 kehrte der Verein in die 2. Liga zurück. Unter der Führung des aus dem Ausland zurückgekehrten József Kiprich erreichte Tatabánya 1999 den Wiederaufstieg in das Oberhaus und drang auch ins ungarische Pokalendspiel vor, unterlag dort aber dem Debreceni VSC mit 0:2.

### Im neuen Jahrtausend
Die nächsten Jahre verliefen turbulent und führten zu Abstieg und schließlich Neugründung des Vereins im Jahr 2002 als Auto Trader Tatabánya. 2005 gelang der Wiederaufstieg in die erste Liga, in der sich der Verein mit dem fünften Platz einführte. In der Saison 2006/07 reichte es nur noch zum zwölften Rang.
Die Saison 2007/08 verlief katastrophal. In den ersten zwölf Spielen erkämpfte man nur einen Punkt. Nach 30 Spielen kam die Mannschaft auf zwei Siege und insgesamt zehn Punkte, was den Abstieg bedeutete. Der Abstand zu einem Nichtabstiegsplatz betrug 17 Punkte. In der zweiten Liga etablierte sich Tatabánya in den Folgejahren im oberen Drittel der Westgruppe.

## Europapokalbilanz
| Saison  | Wettbewerb                  | Runde    | Gegner                    | Gesamt    | Hin     | Rück    |
| ------- | --------------------------- | -------- | ------------------------- | --------- | ------- | ------- |
| 1981/82 | UEFA-Pokal                  | 1. Runde | Real Madrid               | (a)2:2(a) | 2:1 (H) | 0:1 (A) |
| 1982/83 | UEFA-Pokal                  | 1. Runde | AS Saint-Étienne          | 1:4       | 1:4 (A) | 0:0 (H) |
| 1985/86 | Europapokal der Pokalsieger | 1. Runde | SK Rapid Wien             | 1:6       | 0:5 (A) | 1:1 (H) |
| 1987/88 | UEFA-Pokal                  | 1. Runde | Vitória Guimarães         | 1:2       | 1:1 (H) | 0:1 (A) |
| 1988/89 | UEFA-Pokal                  | 1. Runde | VfB Stuttgart             | 2:3       | 0:2 (A) | 2:1 (H) |
| 2000    | UEFA Intertoto Cup          | 1. Runde | HB Tórshavn               | 7:0       | 4:0 (A) | 3:0 (H) |
| 2000    | UEFA Intertoto Cup          | 2. Runde | Cibalia Vinkovci          | 3:2       | 3:2 (H) | 0:0 (A) |
| 2000    | UEFA Intertoto Cup          | 3. Runde | Zenit Sankt Petersburg    | 2:4       | 1:2 (A) | 1:2 (H) |
| 2001    | UEFA Intertoto Cup          | 1. Runde | FC Schirak Gjumri         | 5:4       | 2:3 (H) | 3:1 (A) |
| 2001    | UEFA Intertoto Cup          | 2. Runde | CS Tiligul-Tiras Tiraspol | 5:1       | 1:1 (A) | 4:0 (H) |
| 2001    | UEFA Intertoto Cup          | 3. Runde | Brescia Calcio            | 2:3       | 1:2 (A) | 1:1 (H) |

Gesamtbilanz: 22 Spiele, 7 Siege, 6 Unentschieden, 9 Niederlagen, 31:31 Tore (Tordifferenz ±0)

## Namensänderungen
- 1910 Tatabánya   (Tatabányai Sport Club)
- 1949 Tatabánya   (Tatabányai Tárna)
- 1950 Tatabánya   (Tatabányai Bányász Sport Club)
- 1992 Tatabánya   (Tatabányai Sport Club)
- 1998 Tatabánya   (Lombard Futball Club Tatabánya)
- 1999 Tatabánya   (Football Club Tatabánya)
- 2000 Tatabánya   (Lombard Futball Club Tatabánya)
- 2004 Tatabánya   (Auto Trader Tatabánya Football Club)
- 2005 Tatabánya   (Football Club Tatabánya)

## Erfolge
- Mitropapokalsieger: 1972/73, 1973/74 (als Tatabányai Bányász SC)
- Vizemeister: 1980/81, 1987/88
- Pokalfinalist: 1971/72, 1984/85, 1998/99

## Spieler
- Gyula Grosics (1956–1962)
- József Kiprich (1980–1989, 1998–1999) Spieler, (1999–2001) Spielertrainer
- Vukašin Poleksić (2006–2008)

## Trainer
- Emil Rauchmaul (1937)
- Nándor Hidegkuti (1960)
- József Kiprich (1999–2001, 2011–2012)